# Sungai Baru (Mentok)
Sungai Baru is een plaats in het bestuurlijke gebied Bangka Barat in de provincie Bangka-Belitung, Indonesië. De plaats telt 6393 inwoners (volkstelling 2010).